# Martinsreuth (Konradsreuth)

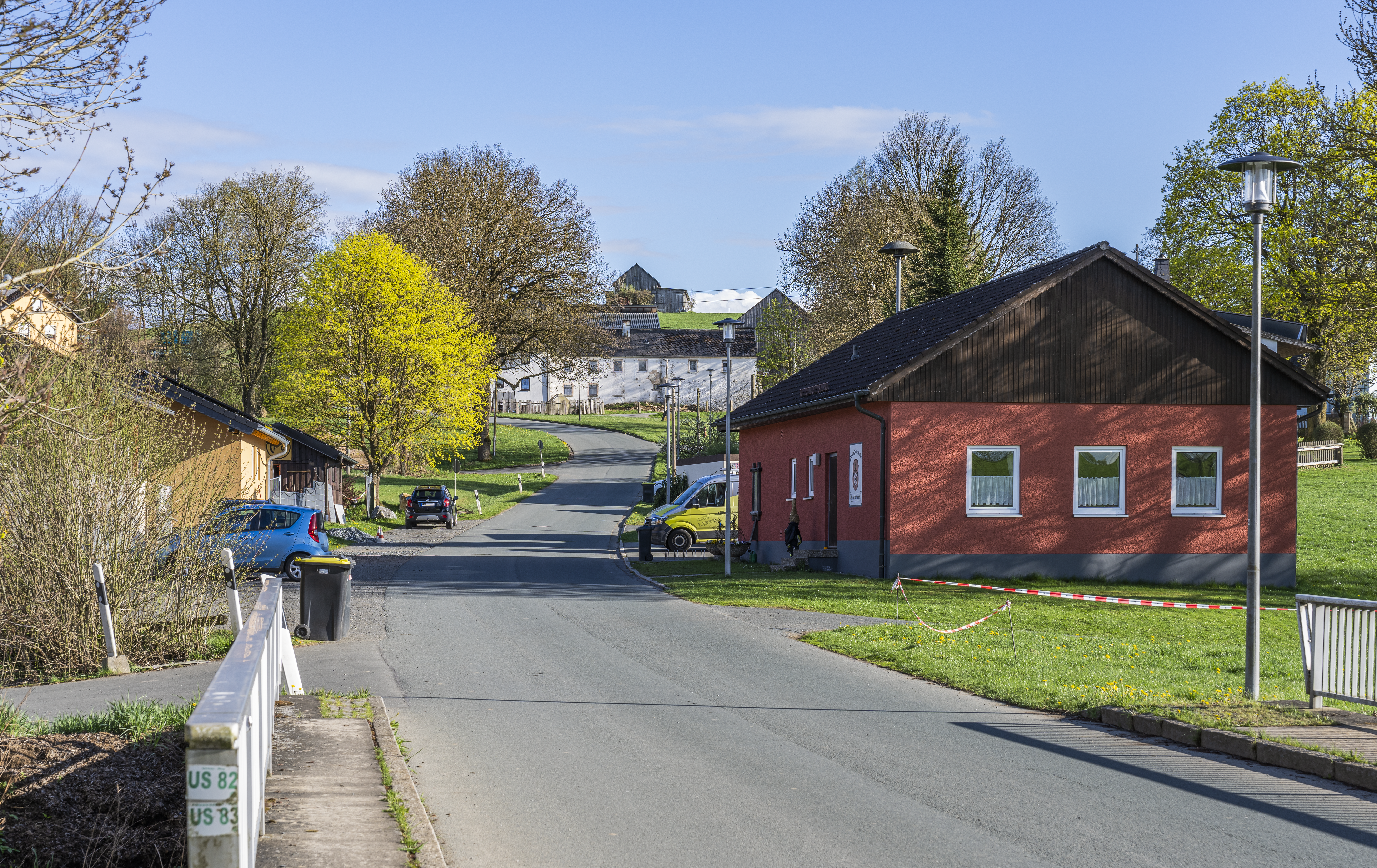
Einfahrt in Martinsreuth

Martinsreuth ist ein Gemeindeteil der Gemeinde Konradsreuth im Landkreis Hof (Oberfranken, Bayern).

## Lage
Durch das Dorf verläuft die ehemalige Bundesstraße 2, jetzt Staatsstraße 2461.

## Geschichte
Die ehemalige Gemeinde Martinsreuth umfasste 1950 die Gemeindeteile Martinsreuth, Eppenreuth, Lausenhof und Wustuben.
Zum 1. Oktober 1954 erhielt die Gemeinde Martinsreuth von der Gemeinde Föhrenreuth die Ortschaften Brand, Pirk und Stein.
Am 1. Juli 1972 wurde die Gemeinde Martinsreuth aufgelöst. Ihr Hauptteil kam zu Konradsreuth, Wustuben zum Markt Oberkotzau, die Gemeindeteile Eppenreuth, Lausenhof, Pirk und Stein kamen zu Hof.

## Kuttenschloss
Das Kuttenschloss gehört zur Geschichte des Dorfes, der Turmhügel liegt aber auf dem Gebiet der Stadt Hof.